# 銀河鉄道株式会社
銀河鉄道株式会社（ぎんがてつどうかぶしきがいしゃ）は、松本零士原作の漫画およびアニメ作品である『銀河鉄道999』や『銀河鉄道物語』などに登場する架空の鉄道事業者。

## 概要
宇宙空間を走行するすべての鉄道を統括する民営の鉄道事業者（私鉄）。株式会社の形態をとっており、生身の人間も機械化人も株主になれる｡世界のあらゆる鉄道事業者や企業はもちろん、国家さえも超越した史上類を見ない強大な組織である。完全中立の立場をとっているが、後述するように『999』映画第2作では銀河鉄道の支配権は機械帝国の管轄下に置かれていた。『999』アンドロメダ編からエターナル編の序盤までは、地球に本社および銀河系内の全路線を担当する管理局があった。映画第2作では機械帝国の黒騎士ファウストに握られており、管理局の有無・安否は不明。エターナル編では、太陽系消滅後は大テクノロジアの臨時管理局が業務を代行したこともあった。
原作のエターナル編、及び『物語』の時点では宇宙の中心といわれるディスティニーに本社が置かれ、レイラ・ディスティニー・シュラが総責任者にして社長（作中の肩書は「総司令」）である。国鉄の廃止された総裁とは異なり、外部の圧力に左右されることのない、純粋なトップである。社内の統制力も桁外れである。
独自の軍事権・警察権を有しており、その実態は企業のレベルをはるかに超え巨大国家クラスの戦力を保持している。敵対者や障害物には一切の容赦がなく、運行路線が危険地帯に掛かる場合は事前に戦闘車両を編成に組み込み、列車運行の妨げとなるものや乗客に危害を加えた対象には大量破壊兵器を投入して惑星ごと破壊することも少なくない。そのため銀河鉄道の車輛に手を出すのはハーロックやエメラルダス級の超一流の宇宙海賊のみと言われている。その一方でセキュリティや安全面を理由とした運行判断には不安な部分があり、精巧に作られたニセの信号で、本来停車しない惑星に停車させられたこと（ヤーヤボールの小さな世界）や、運転中の乗務員から異常気象を察知した事を理由に運行中止の意見具申をするも却下しておきながら惑星消滅により緊急発車する事態が発生したこともある。中流以下の人々が通勤など日常的に利用しているローカル支線に対して、超長距離路線、特に地球～アンドロメダ間の定期券や遠距離路線の切符は極めて高価なため、組織ぐるみで偽造をする者や、殺人を犯してでも入手しようとする者が後を絶たない。

## 運行などについて
宇宙の隅々にまで敷設された路線を無数の列車が運行している。全ての路線は銀河鉄道管理局によって管理運営され、鉄道のダイヤは秒単位で厳格に守られている。駅員室には創業者親子の肖像写真が飾られている。銀河鉄道は私鉄だが、連載当時に存在した、日本国有鉄道の鉄道管理局（現在のJRグループ各支社）を模していると推測される。本線と支線の区別基準、一般駅、旅客駅、貨物駅など、用語面は国鉄を踏襲した部分が多い。また、国鉄でいう民衆駅は、銀河鉄道では星ぐるみの出資ということで“人類駅”と称している。
管理局は一定のエリアごとに管轄が区切られている。規則は、アンドロメダ星雲の管理局内や絶対機械圏内においては生身の人間より機械生命体を運ぶ列車の運行が優先されるなど、各管理局により違いがある。
旅客の扱いは極めて丁重であり、定期的に多額の現金が支給され、作中では金貨が支給されている。紛失物は銀河鉄道の責任で代替品を用意しなければならず、乗務員は乗客の安全の為には最善の努力を尽くし、乗客からの要求を基本的には拒否してはならない。万一乗務員のミスで旅客を死なせてしまった場合は乗務員は死を以て償わなければならない。更に、不注意によりルートを誤り停車駅以外の場所に停車してしまった機関車及び乗務員は分解処分されるなど、就労する社員側にはかなり厳しい規則もある。
特定の惑星で犯罪者とされていても、銀河鉄道車両内では宇宙法により治外法権が適用され、列車に乗ってしまえば官憲の追及が及ぶことはなく、惑星側の人間が銀河鉄道の旅客を逮捕・拘束することは出来ない。ただし、列車に逃げ込み惑星を後にしても、当該の惑星では犯罪者として扱われたままであり、決して「銀河鉄道の乗客だから」という理由で無罪になるわけではない。逆に滞在先の惑星側からも、銀河鉄道の乗客については極力特別扱いするよう心がけており、相手が銀河鉄道の乗客と知ると途端に態度を覆す住民が何度も登場した。
作中で星野鉄郎が所持している、日本の旧国鉄の定期券に酷似した金券は、正確には「パス」と呼ばれており、日本のジャパンレールパスや欧州のユーレールパス等に相当するものと推測され、普通列車・快速列車は勿論、特別急行列車などの優等列車使用も特に問題はない。
列車内又は駅構内での事故・事件時には空間鉄道警備隊（SDF:スペース・ディフェンス・フォース）が出動し、乗客の安全を守る。さらに、宇宙海賊の襲撃などの場合は空間装甲擲弾兵（SPG:スペース・パンツァー・グレネイダー）が出動することもある。また、999号には銃が常備されており盗賊アンタレスが列車強盗に及んだ際には車掌が銃を使用している。非常に厳格なダイヤで運行されているが、事故や列車強盗など乗客に落ち度のない不測の事態などには、ダイヤより乗客の保護を優先させることがあり、ダイヤ優先の機関車と乗客優先の車掌が言い争うことがあるなど、必ずしも規則一辺倒ではない融通のきく側面も見られる。結果的にはあくまで乗客優先の見解をすることが多く、ダイヤ優先の機関車でさえ「お客様の安全第一が銀河鉄道の鉄則である」という認識を持っている。
運行中の乗務員は、終点までの途中にある停車駅で一回だけ休暇をとることができるが、休暇を取る停車駅は会社側で決定される。作中では車掌が惑星「ざんげの星」で休暇を取らされており、それに対する不満を口にしている。

## 利用規約と惑星間航行について
基本的には、連載当時の日本国有鉄道のものを準用している。従って、現在のJRと似通っている部分もある。
しかし、発車時間・運行ダイヤにはことの他厳しく、また現実の鉄道会社には見られない、独特のタブーも数多く存在する。また規則は1000以上あるとされているが、各項目内で矛盾した面もある。
ダイヤについては、惑星消滅、自然災害による天変地異等の列車運行に危険を及ぼしかねない緊急時を除き、どのような理由があろうとも定刻に発着し、原則として乗客のために発車時間を遅らせたり、引き返したりすることはない。また緊急時における運行中止等の判断については鉄道管理局が最終決定権を持っており、機関車及び乗務員は鉄道管理局に運行中止やルート変更等を提案する事はできるが、管理局側が認めない限り実行することは出来ない。ただし前述の通り管理局の判断が優秀とは言い難い描写もある。一方時刻について重視されているのは出発及び到着時刻が決められている地点のみであることから「駅間における停止」などは若干だが融通が利くようで、定刻通り出発した後「次の駅までに遅れを取り戻す」事を条件に、駅間である宇宙空間で停止して、乗り遅れた鉄郎を迎えに行った例がある。その他に乗客に落ち度の無い不測の事態で、旅客を惑星に置き去りにせざるをえない状況下では、引き返すことがある。
臨時停車等やルート変更についても、認めないとしている。しかし乗客の要請で不定形惑星ヌルーバ、かじられ星への停車が発生した一方で、アニメ版ではエルアラメインへの停車要請を拒否されるなど、「乗客の要請による臨時停車」については規約上本当に禁じているのかは曖昧なところがある。例外は上記の天変地異の他、軌道上での戦争等で列車の安全を確保できない場合や機械不具合による車両故障、乗客が重傷を負った場合等であり、いずれにしても非常時のみである。
こういったダイヤへの厳しさが目立つ規約の中で、最も極端なものが、一度でも所定の列車の発車時刻に乗り遅れた場合、以降は所定の乗車券などを買っても銀河鉄道全線において乗車拒否をするという、不条理な規則である。また、メーテルは鉄郎に対し「乗り遅れたら死ぬことになる」と教えている。
999号をはじめとする主要優等列車の停車時間は原則として、その星の1自転周期と定められており、停車時間中の外出は自由であるが、この外出は途中下車に含まれない。ただし停車時間が短い場合は車掌から「（乗り遅れないように）列車からあまり離れないでください」という注意を促される事がある。外出先には銀河鉄道指定のホテル・旅館が手配されていることが多い。なお、銀河鉄道指定の宿泊施設を利用した場合は、乗客を列車に戻すのは乗務員の義務である。
999号の場合、途中下車も禁じられている。映画第1作冒頭での、メーテルが鉄郎に乗車を確認する際のセリフから、999号における途中下車は再び銀河鉄道に乗車して出発することが不可能であることが示唆されている。原作やTVアニメ版などにおいても、途中下車は出来ないという台詞があるが、途中駅から999号に乗車する者や、降車する者が何人も登場し、「（あの人は）どうせすぐ途中下車して引き返す」という台詞もあるため、途中駅からの乗車及び降車が本当に不可能かどうか曖昧なところがある。また、車掌が乗換の案内をしているため、所定の目的地への経路として999号を利用する際の乗換も途中下車とは定義されないようである。
ダイヤには厳しいが、規定は非常に甘く、遅延が生じた場合の特急券・急行券全額払い戻しは、2年以上の遅れで初めて適用される。また、一部の近郊路線を除けば、非常に長時間の乗車が前提となるため、切符の有効期間は最低でも「当年限り有効」となる。定期券は1年、3年、6年、無期限の4種類で、距離が100skm以上の区間で発行される。また更新は有効期間の2年前から可能である。定期券や回数券の区間内の列車が5年以上運休になった場合は、有効期間が延長される。
たとえ乗客であっても規則に背けば即座に拘束対象とされ、車内において発砲等の危険行為に及んだ場合、車掌の裁量によっては走行中の車両から車外の宇宙空間に放逐されることもある。往来危険（列車妨害）や偽造パスの使用はもちろん、入場券による乗車さえも死刑である。定期券は、不正な手段によって入手しても真正のものであれば、本来の所有者とは無関係に記載の氏名を名乗るだけで正規の乗客と識別され乗車できるが、他人のサイン（名前）のある定期券を使用したのが発覚した場合は死刑となる。死刑執行は公安官が行うが、駅間などでは車掌が死刑を執行する権限を持つ。
一方で人道的な規則も存在しており、運行中に遭難者を認めた場合は、切符を所持していなくても人命救助名目で乗車させてもよい。999号の場合「遭難者救助は義務」とされている。しかし救出後に遭難者を何処まで乗車させるのか、また、遭難者に切符代を請求するのかは不明である。
人命救助の特殊な事例としては、999号は地球行きの上り列車では旅客扱いを絶対に行わないにもかかわらず、TV版最終回及び映画第1作においては崩壊する惑星プロメシュームから鉄郎とメーテルを乗せて脱出し、TV版のラストシーンではプロメシュームからの脱出後に惑星こうもりへ避難し、その際鉄郎が地球へ帰る旨（上りの999号に乗車する）を車掌に告げても車掌は快く受諾している。映画第2作の終盤においても、崩壊する惑星大アンドロメダからの脱出の際にも、999号を避難列車として運用し、鉄郎やメーテルにより解放されたパルチザン達を大勢乗せて緊急発車した事例がある。ラストシーンでは大アンドロメダからの脱出後、惑星ラーメタルに到着。同惑星において、未だ機械帝国の残党勢力の支配下にある地球へ赴く際にも999号が運用されていたので、何らかの超法規的な判断が行われた可能性がある。
一般の乗降客に対してダイヤや旅客取扱の有無、行き先など、基本的な運行情報を伏せることは珍しくない。また、銀河鉄道の列車が発着している事自体を、停車駅である惑星側が知らされていないケースもある。
本社の存在する「運命（ディスティニー）」駅は、銀河鉄道車両以外にはガス星雲を偽装し、たどり着けないように細工をしている。つまり、一般の利用者にとっては、乗り換え以外には使いようのない駅である。
惑星間・恒星間航行については他に公共交通機関がほとんど存在せず、銀河鉄道による独占状態に近いため、自力で移動手段を調達できない場合、銀河鉄道の定めるルールに従わざるを得ない状況が成立している。なお、作者の松本によれば宇宙船は車やバイクに相当するものとのことである。また、乗り物に一切乗らない移動方法としてワープがあるが、時空や重力の歪みでとんでもないところに飛ばされるリスクがあるとのことで、銀河鉄道が「究極の安定したレール」なのだという。

## 作品中の管理局について
銀河鉄道管理局本部
銀河系内管轄。本部は地球にあったが、太陽系消滅により大テクノロジアが管理を代行した。その後ディスティニー星に新たな本部が置かれる。
第27886司令センター
「幽霊世界のフィラメント」に登場。999号に警報を送った。
宇宙島間管理局
「卑怯者の長老帝国」に登場。銀河系内を管轄する管理局の分室が置かれていて、作中では自動空間分室と記されている。この管理局から999号に警報が送られ、また無軌道強行装甲列車の出撃命令が出された。
保線区武装司令部
鉄道警備隊
鉄道管理局警備本部
「透明海のアルテミス」に登場。障害物や適性体の排除が主な任務。空間軌道上で停止した大型不定形生物に対して次元波動ミサイル3発及び振動波を撃ち込み、これを破壊した。
トレーダー管理局
「C62の反乱」、「ワルキューレの空間騎行」、「心やさしき花の都」に登場。銀河系内を管轄する管理局の分室が置かれている。なお、ここで言う「トレーダー」の場所は、惑星『ヘビーメルダー』のトレーダー分岐点であることが、作中の描写からわかる（トレーダー管理局は、上記の宇宙島間管理局よりもアンドロメダ側に存在し、また「C62の反乱」では姿を消した機関車を捜索するためのセンサー車を、ヘビーメルダーからも出すよう命令が出された）。
アンドロメダ管理局
アンドロメダ銀河内管轄。管理局は999号の終着駅である惑星『大アンドロメダ』（TV版は惑星プロメシューム）に置かれていて（「時間城の海賊」より）、機械帝国の強い影響下にある。『大アンドロメダ』が消滅した後の移転先は不明。なお、TV版のアンドロメダ管理局は宇宙ステーションのような存在として描かれた。

## 路線について
銀河鉄道について、作者の松本は人間でいう神経線維や血管のように入り組んだものと説明している。銀河鉄道の停車駅は惑星のほか、宇宙空間に浮かぶ分岐点（ジャンクション）と呼ばれる乗り換え専用の駅もある。テレビアニメ版では、第30話から最終話までオープニングに分岐点「オメガベース」が登場した。なお、『999』登場のトレーダー分岐点は惑星に存在する。
以下に、『銀河鉄道999』や『銀河鉄道物語』で登場した路線をいくつか挙げる。

### 銀河鉄道999で登場した路線
主要路線は以下の通り。詳細は銀河鉄道999の鉄道路線を参照。このほかにも様々な路線が存在することが作中で明かされている。オリオン大環状線とアルデバラン環状線は、『物語』でその名が挙げられている。
大銀河本線
『銀河鉄道999』では地球からオリオン・プレアデスを経由しアンドロメダへ行く最主要路線として登場する。同作品の主役メカ・999号が鉄郎たちを乗せてアンドロメダの終着駅まで走破した。
銀河中央線
地球から冥王星・プレアデス・ニケを経由しエメラルダス分岐点へ行く路線として特急列車111号（エメロード1号）が設定されていた。
大オリオン線
オリオンからマザービーナス経由で大王星までの路線。222号（ビオナス2号）が運転されている。
カペラ高速線
地球からベガ経由でカペラまでの路線。333号（ベガラス3号）が運転されている。
内銀河環状線
カペラ始発の循環路線。444号（カペラ4号）が運転されている。
オリオン大環状線
オリオン発、アルカディア経由で外銀河を回る路線。555号（オルオディア5号）が運転されている。
マゼラン連絡線
ニケを起点とし、マザービーナス経由でマゼラン星雲へ向かう路線。L特急の666号（マゼラニアン6号）（大マゼラン行き）と、急行のマゼラン4号（小マゼラン行き）が交互に走っている。
外銀河線
別名謎の外銀河線。外宇宙路線開拓用。オリオン→プレアデス→地球→オクトパス→外銀河方面（行先不明）の路線で、777号（プレアディス7号）が運行されていた。
アルデバラン環状線
トレーダー分岐点を出てエメラルダス分岐点・ニケ・オリオン・プレアデスを通り、アルデバランへ行く。急行列車888号（アルデバラード8号）（アルデバラン行き）とアルデバラード3号（ニケ行き）がある。

### 銀河鉄道物語で登場した路線
カペラ高速環状線
576号が運転されている。
オベルヌ線
クラリオス・タビト・ホープ・ゼツボウなどを通りディスティニーへ行く路線として、特急列車550号（ハクバ）が設定されている。
デネブ高速線
特急列車701号が使用される。
アルフェラッツ支線
普通列車707号が運転されている。
外銀河本線
『銀河鉄道物語』第13話「運命列車」に登場する。使用車両は777号で、行き先不明の特別列車。『銀河鉄道999』に登場する外銀河線と同一の路線と推測される。777号のデザインは『999』の時とは異なるものの、配色や輪郭など類似点は多くあり、設定に「新型車両」とある点から、『999』で登場した時から『銀河鉄道物語』までの間にリニューアルをしたと解釈できる。
カペラ周遊線
特急列車507号が運転されている。
アウロウラ環状線
急行列車659号が運転されている。
アルタ線
特急列車637号が運転されている。
イエビア支線
特急列車330号が運転されている。
プロキオン本線
特急列車390号が運転されている。
マゼラン線
特急列車331号が運転されていたが車両は次元断層に飲み込まれ8年前に消失し、別次元の宇宙に存在した重力の底に停泊していた。外観は銀河鉄道999に登場した333号（カペラ高速線）に非常によく似たデザインとなっている。
※下記の路線は名称があがったのみで、劇中には登場しないものである。
- エルアラメイン星系循環線
- アルタイル新線
- カイトス・シグマ線
- カプト・トリアングリ線

- トレーダー本線
- ドラド新線
- レグルス本線
- アルファ・ケンタウリ線

## 空間軌道について
銀河鉄道の運行を可能にするため、宇宙に敷設された不可視のレールのこと。いわば銀河鉄道の「線路」である。軌道チューブ（後述）によって保護された銀河鉄道の空間軌道には空気が充填されているため、宇宙空間を走行中でも窓を開放することが可能。 なお、通常の線路は停車駅に設置されている程度で、主に車両の離着陸時に使われる。
軌道チューブ
銀河鉄道が走行する空間軌道を保護するシールド。シールドチューブなどとも呼ばれ、空間軌道には強力な空間シールドバリアが施されている。銀河鉄道の車両はワープしない限り、宇宙空間では基本的に「空間軌道」と呼ばれる不可視のレール上を走る。軌道チューブはこれらの線路を格納し、走行する列車への外部からの攻撃を防御する役割を果たす。内部は3線構造になっていて、外側の上り、下り線に挟まれる形でSDFの車両などが走行する緊急用の線路がある。ただし、SDF用車両など（例：無軌道型強行突破用装甲車）には「無軌道走行モード」が搭載されていて、軌道チューブがなくても走行可能である。 
軌道リング
『銀河鉄道物語』より登場。空間軌道に1.5宇宙キロごとに設置されたリングで、同シリーズでは軌道チューブはこのリングで接合されているという設定である。接合を解除することで軌道チューブのバリアを解除でき、SDFの車両が攻撃を行う際はこのバリアを解除してから攻撃する。軌道リングを破壊されてしまうとバリアも解除されてしまうことから、宇宙海賊がこれを攻撃対象とする場合もある。
なお、軌道リングとは本来、軌道エレベータの派生アイデアの1つを指す言葉である。

## 車両について
銀河鉄道物語の戦闘列車、銀河鉄道物語の非戦闘列車も参照。
C62形蒸気機関車で運行される999号をはじめとして宇宙空間を走る銀河鉄道の列車は、通勤列車を含めて全て、機関車が客車を牽引する動力集中方式となっている。
銀河鉄道には000〜1000まで1000種類の車両があり（普通に数えると1001種類だが、999号だけこの数に入らないとされている）、原則として3桁の番号を有する。00X～099の車両はSDF車両、100～1000は一部を除き一般車両。なお、『銀河鉄道999』と『銀河鉄道物語』とで、全く異なる列車に同一の番号が振られていた例がいくつか存在する（例えば666号は上記の通り、『999』では旅客列車、『物語』では戦闘列車）。
『銀河鉄道物語』に登場した一般車両の中には愛称がなく、番号と運行路線のみで呼ばれるものも多い。
座席は等級制で、JRでいう普通車は「三等車」、グリーン車は「二等車」である。しかし、普通車を「二等車」、グリーン車を「一等車」と呼ぶこともあり、一定しない。
ゲーム『松本零士999 〜Story of Galaxy Express 999〜』の設定では、『漂流幹線000』も銀河鉄道株式会社の管理下にあるとされている。